# Marcel Poot
Marcel Poot (Vilvorde, 7 de mayo de 1901 - Bruselas, 12 de junio de 1988) fue un compositor belga de habla flamenca.
Fue discípulo de Paul Gilson y de Paul Dukas, y cofundador del grupo de sintetistas, que representó una tendencia moderna de los años 1925-40. Ejerció como crítico musical en el Peuple  y después en la Nation belge. De 1949 a 1966 dirigió el conservatorio de Bruselas.
Fue uno de los pocos compositores de su generación que escribió una música directa, lírica, nunca sistemática, pero sometida a las necesarias leyes internas. Su carácter se demuestra en lo explosivo de su orquestación y su cuidado de la forma.

## Su obra

### Música instrumental
- Sonata (1921), piano.
- Cuarteto con piano (1932)
- Balada para clarinete y piano (1941)
- Suite (1942)
- Balada para violonchelo y piano (1948)
- Octeto, clarinete, fagot, corno, 2 violines, viola, violonchelo y contrabajo (1948)
- Variaciones (1952)
- Balada para violín y piano (1952).
- Cuarteto de cuerda (1952)

#### Para orquesta
- Sinfonía (1929)
- Jazz Music (1930)
- Fugato (1931)
- Ouverture joyeuse (1934)
- Allegro sinfónico (1935)
- Balada para cuarteto de cuerda y orquesta (1937)
- Tríptico sinfónico o 2ª sinfonía (1938)
- Leyenda épica para piano y orquesta (1942)
- Sinfonietta (1946)
- Rapsodia (1947)
- Divertimento (1952)
- 3ª Sinfonía (1952)
- Concierto para piano y orquesta (1959)
- 2 Movimientos sinfónicos (1961)
- Suite (1962)
- 4ª Sinfonía (1971)

### Música vocal
- Drie Negerliedjes (1938)
- Le Dit du routier (1943)

### Música teatral
- París et les trois divines (1933) ballet.
- Moretus (1943) ópera.

- Datos: Q1349020
- Multimedia: Marcel Poot / Q1349020